# Брит (Ајова)
Брит (енгл. Britt) град је у америчкој савезној држави Ајова. По попису становништва из 2010. у њему је живело 2.069 становника.

## Демографија
Према попису становништва из 2010. у граду је живело 2.069 становника, што је 17 (0,8%) становника више него 2000. године.
| Група             | 2000.         | 2010.         |
| Белци             | 1.926 (93,9%) | 1.872 (90,5%) |
| Афроамериканци    | 0 (0,0%)      | 7 (0,3%)      |
| Азијати           | 3 (0,1%)      | 13 (0,6%)     |
| Хиспаноамериканци | 118 (5,8%)    | 159 (7,7%)    |
| Укупно            | 2.052         | 2.069         |